# Syzran
Syzran (russisk: Сызрань, tr. Syzran) er en by i Samara oblast i Volgas føderale distrikt i Den Russiske Føderation. Byen har 161.609 (2024) indbyggere.

## Geografi
Syzran ligger på højre bred af Saratovreservoiret på Volga ved mundingen af Syzrankafloden, omkring 120 km vest for oblastens administrative center Samara og omkring 30 km nord for den administrative grænse med Uljanovsk oblast. Byområdet strækker sig 17 km langs Volga-floden. Den nærmeste by er Oktjabrsk 19 km vest for Syzran..
Syzran byes areal er 117 km².

### Klima
Syzran har tempereret fastlandsklima. I juli måned er den maksimale temperatur 40 °C, i januar måned kan temperaturen falde til - 43 °C; den gennemsnitlige årlige lufttemperatur er 5,4 °C, den gennemsnitlige årlige nedbør er 376 mm.

## Historie
Syzran blev grundlagt i 1683  som Syzran kreml, der skulle skabe sikkerhed for handelsruterne, da området lå nær Zar-Ruslands østlige grænse og blev anset for at være udsat for fare. Syzran er opkaldt efter floden Sysranka, hvis navn til gengæld kommer fra tyrkisk hvor det oprindeligt betød "strømmen i kløften".
Kreml i Syzran mistede imidlertid sin militære betydning i begyndelsen af 1700-tallet. I stedet udviklede bosættelsen sig hurtigt til en handelsplads, som blev begunstiget beliggenheden direkte ved Volga. I slutningen af århundredet var Syzran allerede et vigtigt handelscentrum i Volga-regionen, hvilket gjorde at byen i 1781 fik bystatus og sit eget våbenskjold.
I 1874 i forbindelse med bygningen af den næsten 1400 km lange jernbane Syzran - Vjazma, fik Syzran sin egen station og seks år senere en jernbanebro over Volga. Dette fremmede ikke bare handelen, men også industrialisering. I begyndelsen af 1900-tallet var Syzran allerede en stor industriby og et af de største kornforarbejdningscentre i Rusland.
Efter Oktoberrevolutionen i 1917, ændrede Syzrans økonomiske profil sig: den vigtigste industri var ikke længere kornbehandling, men udvinding og forarbejdning af glimmerskifer, som oprindeligt blev brugt som brændsel, og senere anvendtes som råvarer i den medicinalindustri. Derudover blev andre industrier som engineering og råolieforarbejdning opbygget i Syzran i sovjetiden. Derudover blev en række fabrikker fra de vestlige dele af Rusland under anden verdenskrig evakueret til Syzran. Takket være byens beliggenhed blev Syzran sparet for nazi-tyske ødelæggelser, hvilket forklarer det forholdsvis velbevarede historiske bybillede.
Flyvepladsen nordøst for byen var fra 1. oktober 1952 til 1. oktober 1953 uddannelsesbase for de første 220 militære piloter Luftstreitkräfte der Nationalen Volksarmee - betegnet som det strængt fortrolige "Kursus X".

### Befolkningsudvikling
| År   | Indbyggere |
| ---- | ---------- |
| 1897 | 32.383     |
| 1939 | 77.946     |
| 1959 | 148.391    |
| 1970 | 173.347    |
| 1979 | 178.498    |
| 1989 | 174.335    |
| 2002 | 188.107    |
| 2010 | 178.750    |

Note: Data fra folketællinger